# Mila Sivatskaïa
Lioudmila (dite Mila) Alexeïevna Sivatskaïa (Людмила Алексеевна Сива́цкая), née le 3 décembre 1998 à Kiev en Ukraine, est une actrice ukrainienne connue pour avoir joué le rôle de la princesse Vassilissa dans le film russe Le Dernier Chevalier (2017) produit par Disney en Russie et ayant deux suites. Elle remporte aussi le succès dans le rôle de Xénia Zavgorodnia dans la série télévisée Grand qui se passe en trois saisons dans l'hôtel Grand Lion. Il est diffusé sur les chaînes de télévision russes STS et Soubbota!, de 2018 à 2021.